# Cicero (Indiana)
Cicero è un comune (Township, nella denominazione amministrativa locale) statunitense sito nello stato dell'Indiana, Contea di Hamilton.